# Dolly de Leon
Dolly Earnshaw de Leon (Manila, 12 aprile 1969) è un'attrice filippina.

## Biografia
Nata e cresciuta a Manila, ha frequentato l'Università delle Filippine di Quezon City. Ha iniziato a recitare in soap opere prima di passare al cinema. Il suo primo ruolo nel grande schermo è stato in Shake, Rattle, and Roll III nel 1991. 
Nel 2012, ha recitato nella serie TV Pintada. Nel 2022 ha interpretato Abigail nel film Triangle of Sadness di Ruben Östlund, film presentato al Festival di Cannes 2022, dove ha vinto la Palma d'oro. Per questo ruolo, l'attrice filippina è stata candidata ai Golden Globe e ai Satellite Award.

## Filmografia

### Cinema
- Shake, Rattle & Roll II, regia di Peque Gallaga e Lore Reyes (1991)
- The Arrival, regia di Erik Matti (2009)
- Senior Year, regia di Jerrold Tarog (2010)
- Aswang, regia di Jerrold Tarog (2011)
- Anatomiya ng korupsiyon, regia di Dennis Marasigan (2011)
- Diary ng panget, regia di Andoy Ranay (2014)
- Trophy Wife, regia di Andoy Ranai (2014)
- 1-2-3, regia di Carlo Obispo (2016)
- Hintayan ng langit, regia di Dan Villegas (2018)
- Ang babae sa septic tank 3: The Real Untold Story of Josephine Bracken, regia di Marlon Rivera (2019)
- Ang hupa, regia di Lav Diaz (2019)
- Verdict, regia di Raymund Ribay Gutierrez (2019)
- Cuddle Weather, regia di Rod Marmol (2019)
- Sunod, regia di Carlo Ledesma (2019)
- Midnight in a Perfect World, regia di Dodo Dayao (2020)
- Historya ni Ha, regia di Lav Diaz (2021)
- Triangle of Sadness, regia di Ruben Östlund (2022)
- Kitty K7, regia di Joy Aquino (2022)
- #DoYouThinkIAmSexy?, regia di Dennis Marasigan (2022)
- Walang KaParis, regia di Sigrid Andrea Bernardo (2023)
- Iti mapukpukaw, regia di Carl Joseph Papa (2023)
- Ang duyan ng magiting, regia di Dustin Celestino (2023)
- A Very Good Girl, regia di Petersen Vargas (2023)
- Keys to the Heart, regia di Kerwin Go (2023)
- Ghostlight, regia di Kelly O'Sullivan e Alex Thompson (2024)
- Between the Temples, regia di Nathan Silver (2024)
- Jackpot - Se vinci ti uccido! (Jackpot!), regia di Paul Feig (2024)
- Salome, regia di Gutierrez Mangansakan II (2024)

### Televisione
- Sa dulo ng walang hanggan - miniserie TV, 14 episodi (2002-2003)
- Daddy di do du - serie TV, 4 episodi (2005-2006)
- Pintada - serie TV, 55 episodi (2012)
- Mirabella - serie TV, 10 episodi (2014)
- Ang dalawang Mrs. Real - serie TV, episodio 1x04 (2014)
- Magpakailanman - serie TV, 2 episodi (2014-2022)
- Ipaglaban mo - serie TV, 2 episodi (2017-2019)
- Door - miniserie TV, episodio 1x07 (2018)
- Pusong ligaw - serie TV, 2 episodi (2018)
- Jhon en Martian - serie TV, 5 episodi (2019)
- Hiwaga ng kambat - serie TV, episodio 1x01 (2019)
- Mga batang poz - serie TV, 2 episodi (2019)
- Call Me Tita - serie TV, episodio 1x07 (2019)
- Anak ni Waray vs anaki ni Biday - serie TV, 2 episodi (2020)
- Unconditional - serie TV, 10 episodi (2020)
- Sul lavoro (On the Job) - serie TV, episodio 1x03 (2021)
- Folclore (Folklore) - serie TV, episodio 2x04 (2021)
- Lo spettacolo di Kangk (The Kangks Show) - miniserie TV, episodio 1x01 (2021)
- Simula sa Gitna - serie TV (2023)
- Nine Perfect Strangers – serie TV, 8 episodi (2025)

### Cortometraggio
- If You Leave, regia di Dodo Dayao (2016)
- The Manila Lover, regia di Johanna Pyykkö (2019)
- Mga tigre ng Infanta, regia di Rocky De Guzman Morilla (2022)

## Riconoscimenti
- Golden Globe
  - 2023 - Candidatura alla miglior attrice non protagonista per Triangle of Sadness[11]
- Satellite Award
  - 2023 - Candidatura alla miglior attrice non protagonista per Triangle of Sadness[12]
- Guldbagge
  - 2022 - Miglior attrice non protagonista per Triangle of Sadness

## Doppiatrici italiane
Nelle versioni in italiano delle opere in cui ha recitato, Dolly de Leon è stata doppiata da:
- Tiziana Avarista in Triangle of Sadness, Nine Perfect Strangers